# Station Sępopol
Station Sępopol was een spoorwegstation in de Poolse plaats Sępopol.